# Notogénero

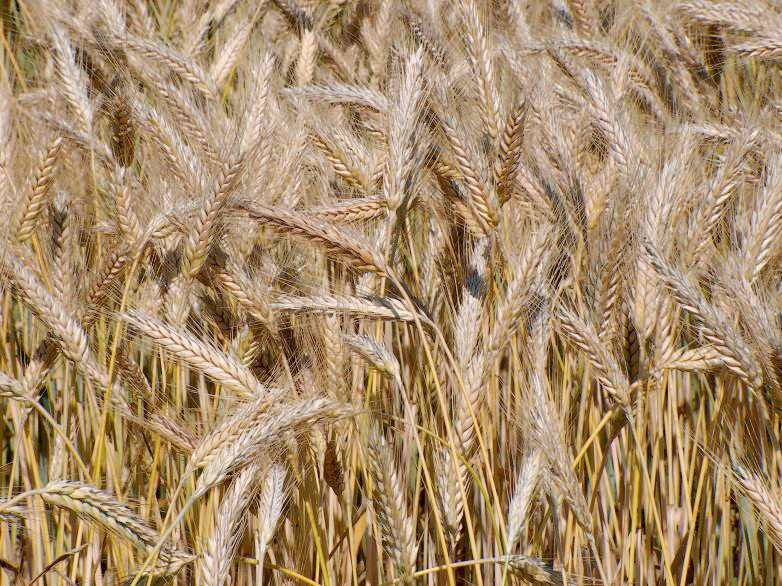
×Triticale, um notogénero resultante da hibridação do trigo (Triticum aestivum L.) e o centeio (Secale cereale L.).

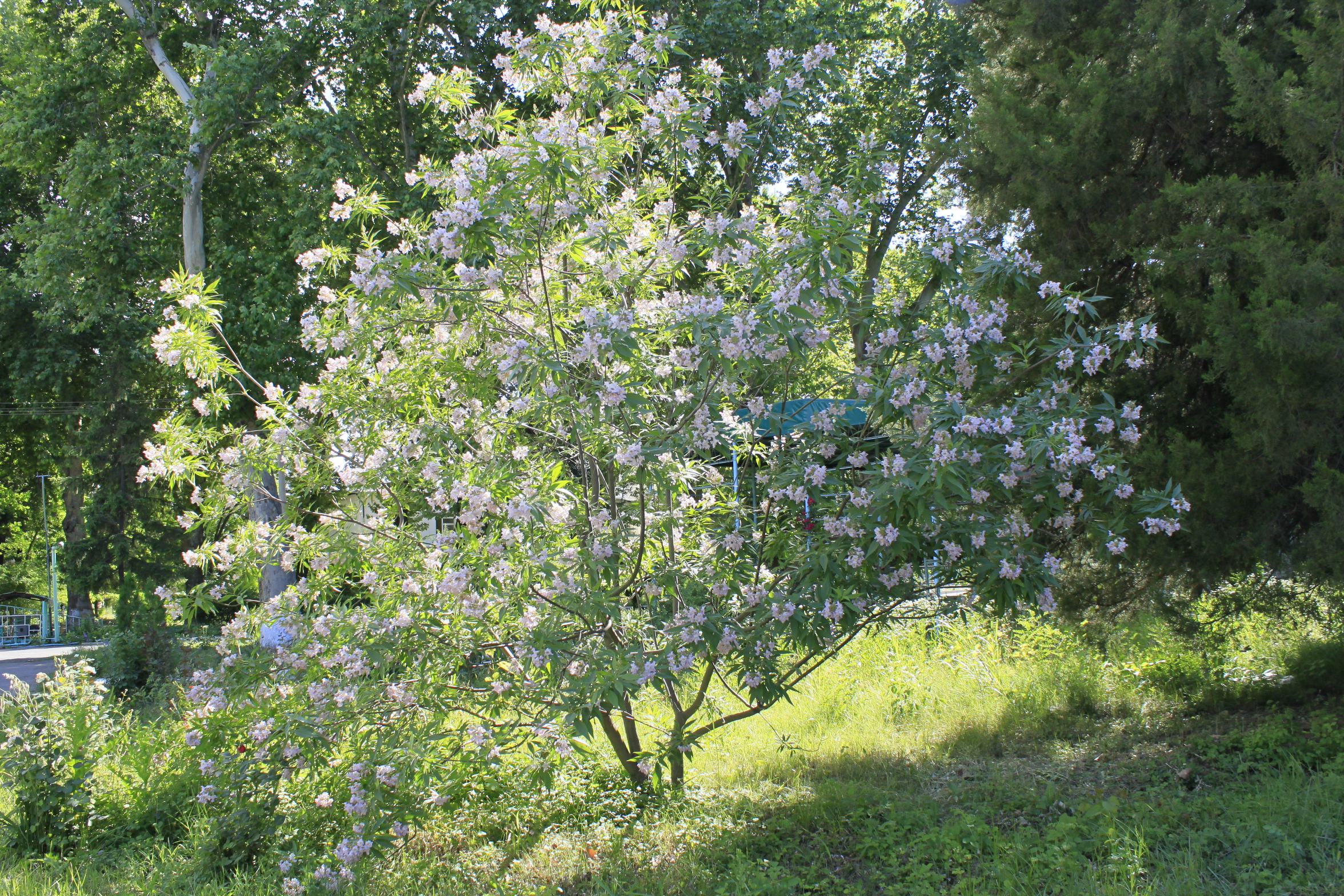
×Chitalpa tashkentensis.

Notogénero (ou notogênero no Brasil) é a designação usada em botânica para designar um género originado pelo cruzamento (hibridação) entre espécies de plantas que pertencem a géneros distintos, formando um híbrido intergenérico.

## Descrição
Na nomenclatura botânica, os notogéneros são designado por um nome binomial, como as espécies, mas carregam o sinal "×" antes do nome genérico para denotar sua origem híbrida. 
No caso de híbridos de origem em hortofloricultura é comum a criação de novos nomes, que incluem partes dos nomes dos dois géneros que lhes deram origem, geralmente a primeira parte de um e a segunda parte do outro, sendo o primeiro o do género que forneceu o pólen e o segundo o que forneceu o óvulo. Alguns dos notogéneros reconhecidos assim designados são × Amarcrinum (um híbrido  intergenérico de Amaryllis e Crinum) e × Hippeastrelia (cruzamento entre Hippeastrum e Sprekelia).
Exemplos:
- × Chitalpa tashkentensis
- × Gasteraloe
- × Triticale
- × Fatshedera lizei
- × Hippeastrelia
- × Amarcrinum